# Alburnus scoranza
Espèce
Statut de conservation UICN

 LC  : Préoccupation mineure
Alburnus scoranza est un poisson d'eau douce de la famille des Cyprinidae.

## Répartition
Alburnus scoranza se rencontre dans les bassins des lacs de Shkodra et d'Ohrid, entre le Monténégro, l'Albanie et la Macédoine.

## Description
La taille maximale connue pour Alburnus scoranza est de 179 mm.

## Taxonomie
Pour le World Register of Marine Species, cette espèce est non-valide et ces individus doivent être considérés comme appartenant à l'espèce Alburnus alburnus.

## Publication originale
- Heckel & Kner, 1857 : Die Süsswasserfische der Österreichischen Monarchie, mit Rücksicht auf die angränzenden Länder p. 1-388[3].